# Les Devinettes de Reinette
 (mai 2025).
Si vous disposez d'ouvrages ou d'articles de référence ou si vous connaissez des sites web de qualité traitant du thème abordé ici, merci de compléter l'article en donnant les références utiles à sa vérifiabilité et en les liant à la section « Notes et références ».
 (mai 2025).
Motif : Notoriété ? Aucune source secondaire
- Archive Wikiwix
- Bing
- Cairn
- DuckDuckGo
- E. Universalis
- Gallica
- Google
- G. Books
- G. News
- G. Scholar
- Persée
- Qwant
- (zh) Baidu
- (ru) Yandex
- (wd) trouver des œuvres sur Wikidata

| 1. | Préciser le motif de la pose du bandeau. | Précisez le motif de la pose du bandeau en utilisant la syntaxe suivante : {{admissibilité à vérifier\|date=mai 2025\|motif=remplacez ce texte par le motif}}                                   |
| 2. | Informer les utilisateurs concernés.     | Pensez à avertir le créateur de l'article, par exemple, en insérant le code ci-dessous sur sa page de discussion : {{subst:avertissement admissibilité à vérifier\|Les Devinettes de Reinette}} |

Les Devinettes de Reinette est une série télévisée d'animation française en 52 épisodes de 3 minutes, créée par Isabelle Duval et diffusée depuis 2005 sur Canal+ et depuis septembre 2006 sur Tiji. 

## Synopsis
Animée en pâte à modeler, Reinette pose une devinette, il faut deviner un animal. Au fur et à mesure que Reinette donne ses indices : deux oreilles, quatre pattes, une queue... un animal se forme, créant un personnage absurde et rigolo...
Le jeu consiste à ne pas se laisser influencer par l'image. L'image joue avec les mots, cherchant à détourner les pistes en offrant une interprétation visuelle insolite et décalée. Les moustaches du chat sont des moustaches de caporal, les ailes du coq sont des ailes de chauve-souris, le crocodile à une queue de dragon, le raton-laveur est un super-héros...
À la fin de la devinette, le personnage fantastique métamorphosé en animal réaliste, danse au rythme d'une petite chanson.

## Voix
- Éloïse Dandoy : Reinette
- Frédéric Oscar : voix secondaires

## Fiche technique
- Production : Double Mètre Animation
- Producteur : Florian Duval
- Réalisation : Isabelle Duval
- Assistant réalisateur : Alban Guillemois
- Décors : Alban Guillemois
- Accessoires : Yona Jusid
- Animation séquences : Éric Parizeau
- Musique et sons : François Bellein & Éric Breia, SoondBox
- Webdesign : Yann Proust

## Épisodes
1. La vache
2. Le dromadaire
3. Le zèbre
4. Le papillon
5. Le koala
6. Le tigre
7. La chouette
8. L'ours
9. La brebis
10. L'éléphant
11. L'âne
12. Le chimpanzé
13. L'escargot
14. Le manchot
15. L'araignée
16. Le requin
17. Le panda
18. Le raton-laveur
19. Le cheval
20. La chauve-souris
21. Le lapin
22. Le crabe
23. Le pou
24. Le renard
25. La girafe
26. Le caméléon
27. L'hippopotame
28. Le kangourou
29. Le lion
30. Le sanglier
31. L'écureuil
32. La taupe
33. Le castor
34. Le crocodile
35. La baleine
36. Le loup
37. La souris
38. La cigogne
39. Le dauphin
40. L'abeille
41. Le lémurien
42. L'hippocampe
43. La poule
44. Le chien
45. L'autruche
46. Le phoque
47. Le serpent
48. Le cerf
49. Le moustique
50. La tortue
51. La chèvre
52. Le grenouille